# Thierry Chervel

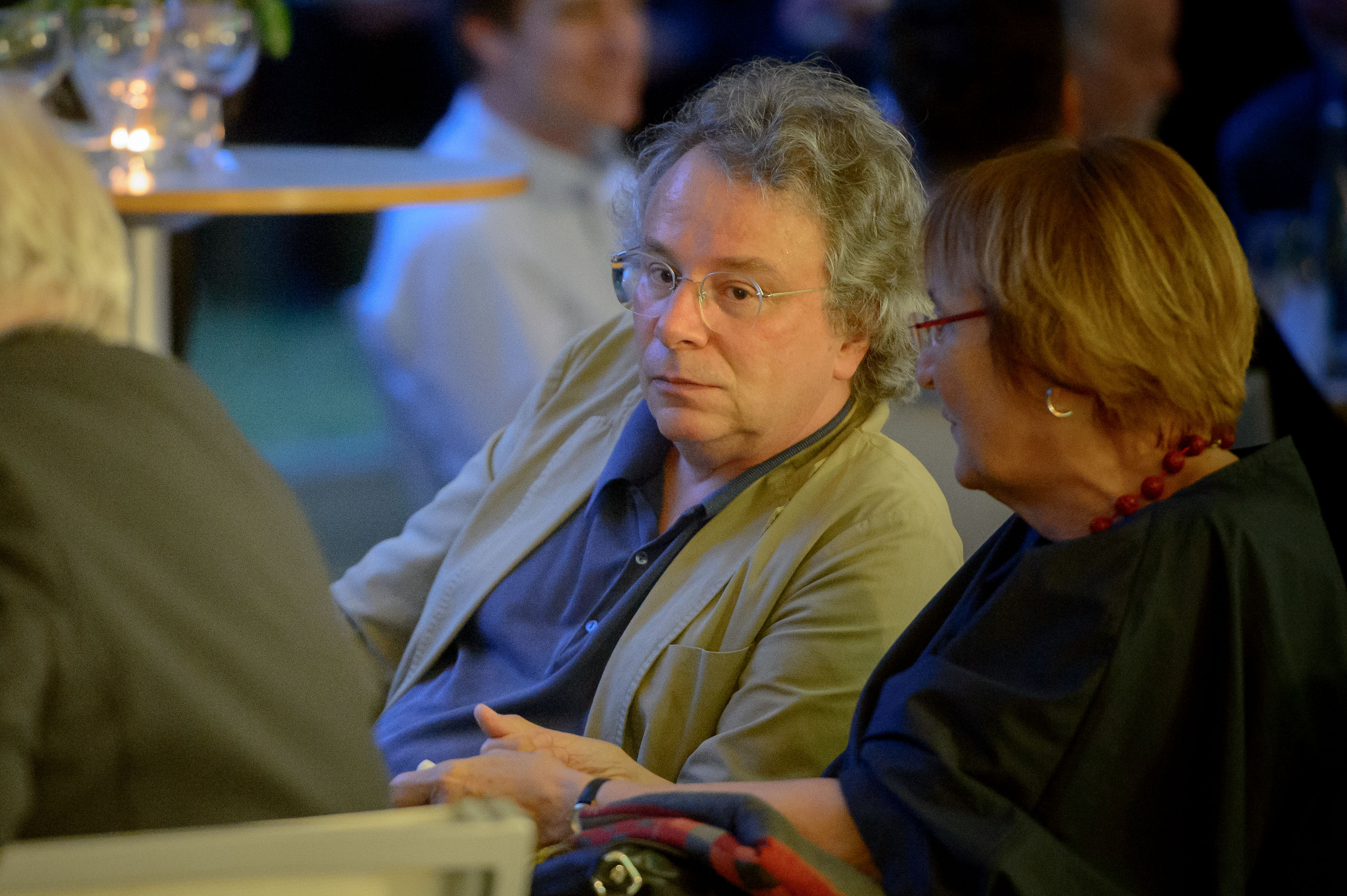
Thierry Chervel (2017)

Thierry Chervel (* 1957 in Paris) ist ein deutscher Journalist und Medienunternehmer. Er ist Mitbegründer und Geschäftsführer des Online-Kulturmagazins Perlentaucher.

## Leben
Chervel wurde als Sohn des Ökonomen Marc Chervel in Paris geboren und studierte Musikwissenschaft an der TU Berlin. Er arbeitete als Redakteur bei der taz, in Paris als Kulturkorrespondent für die Süddeutsche Zeitung und später dort als Redakteur. 1992 gab er ein Buch zur Unterstützung von Salman Rushdie heraus. 2000 gründete er zusammen mit Anja Seeliger das Onlinemagazin Perlentaucher. Als Publizist veröffentlichte er dort zahlreiche Beiträge und gab 2007 ein Buch zur Debatte über den Islam in Europa heraus, die vom Perlentaucher angestoßen worden war.

## Bücher
- als Hrsg.: „Redefreiheit ist das Leben“. Briefe an Salman Rushdie. Eine Kampagne der Tageszeitung. Piper, München 1992, ISBN 3-492-11717-1.
- mit Anja Seeliger (Hrsg.): Islam in Europa: eine internationale Debatte. Suhrkamp, 2007, ISBN 978-3-518-12531-1.